# Resolució 281 del Consell de Seguretat de les Nacions Unides
La Resolució 281 del Consell de Seguretat de les Nacions Unides, aprovada per unanimitat el 9 de juny de 1970, després de reafirmar les resolucions prèvies sobre el tema, i observant els esdeveniments recents i encoratjadors, el Consell va ampliar l'estacionament a Xipre de la Força de les Nacions Unides pel Manteniment de la Pau a Xipre per un altre període, que acabava el 15 de desembre de 1970. El Consell també va convidar les parts directament interessades a que continuessin actuant amb la màxima restricció i cooperessin plenament amb la força de manteniment de la pau.